# Myriotrema olivaceum
Myriotrema olivaceum är en lavart som beskrevs av Fée. Myriotrema olivaceum ingår i släktet Myriotrema och familjen Graphidaceae.   Inga underarter finns listade i Catalogue of Life.